# 黄金のトランク
『黄金のトランク』（おうごんのトランク）は、手塚治虫の長編SF漫画作品。『西日本新聞』1957年（昭和32年）1月4日号から10月16日号まで、絵物語形式で連載された。
不定形の宇宙人・ゾリア人による、黄金そっくりの物質を利用した地球侵略を描いた、サスペンス風のSF作品である。
手塚は、初出時はオール4色刷だったとしているが、実際は1色刷で、一部地域のみ第102回から4色刷となった。

## あらすじ
地獄谷付近のホテル「観光荘」に、黄金色に輝くトランクを持った男が現れた。男は「鳳俊介 日本新聞社会部」と書かれた名刺を示して一泊するが、翌朝、鍵がかかったままの部屋から、黄金のトランクを残して姿を消してしまう。当惑したホテルの支配人が警察に通報しようとしたところ、ホテル荒らしの二人組が支配人を殴って気絶させ、その隙にトランクを奪って逃げ去った。数時間後、ホテルの裏山の材木小屋が炎上し、その中から錯乱状態で大やけどを負った二人組が発見された。
東京にいた本物の鳳俊介記者は、警察からの連絡で自分の偽物が現れたことを知る。弟の不二雄、従妹の小野寺博子とともに地獄谷にかけつけた俊介は、池に落ちていた黄金のトランクを発見する。そこへ首のない怪人が現れた。警察に追われた怪人は、トランクを残して地獄谷の谷川に姿を消す。
鶴巻博士らによる調査の結果、このトランクは金ではなく未知の物質でできていることが判明する。トランクは、博子の父で生物学者の小野寺博士の研究所に運び込まれた。一方、不二雄と博子の前に、トランクの持ち主だと名乗る怪人が現れ、「トランクを返してください」と訴える。その顔は俊介にそっくりだった。その話を不二雄から聞いた俊介は、自分の石膏像を作ったことのある彫刻家の楢山が、地獄谷にアトリエを構えていたことを思い出す。だが、俊介が地獄谷に確認に行くと、アトリエは跡形もなく消え失せていた。
一方、小野寺研究所にギャング団が潜入し、博子を人質にしてトランクを奪い取ろうとする。だが、彼等の前にトランクの怪人が現れ、トランクを奪い返して去っていった。怪人はあちこちで、トランクと同じ物質でできたニセの金貨をばらまき始める。
小野寺博士の態度に疑問をいだいた俊介は、博士の日記を調査し、13年前の日記に「博子の骨をうずめた」という奇妙な記述があることを発見する。調査のため13年前に小野寺博士が住んでいた屋敷を訪れた俊介と不二雄の前に、楢山が狂った状態で現れた。楢山は俊介に、俊介の石膏像を何者かに売ったことを告げる。
そのころ、トランクは貧しい作業員の八五郎のもとに転がり込んでいた。トランクの怪人は八五郎をそそのかし、黄金色のニセ十円硬貨をばらまかせる。俊介は怪人を装って八五郎からトランクを奪おうとするが、そこに本物の怪人が現れる。警官隊に追われた怪人は首を失い、犬の姿に変身して地獄谷へと逃げ去る。それを追跡していた不二雄は、不定形の怪物たちが乗った空飛ぶ円盤を発見する。彼等はゾリア人という宇宙人で、楢山を監禁して人間の彫像を作らせ、それを骨組みにして人間に化けていたのである。トランクはゾリア人の殻のようなものだったのだ。俊介に化けていた怪人は、ペルクという名前だった。不二雄はゾリア人につかまって殺されかけるが、すんでのところで俊介に救出される。
一方、警察に回収されたトランクは、再び小野寺研究所に運び込まれた。そこへ、病院から脱走してきた楢山が現れ、小野寺博士を脅迫する。楢山は、博子の正体がゾリア人であり、自分の作った石膏像を骨組みにしていることに気づいたのだ。小野寺博士は楢山を研究所の地下室に監禁する。
俊介と不二雄はテレビで自分たちの体験を話し、ゾリア人への警戒を呼びかける。その時、不二雄に化けたペルクが電波ジャックを行い、自分たちが宇宙人だと認めたうえで、金貨で地球の土地を移住地として買い取りたい、と呼びかけてきた。
テレビ放送を機に政府も動きだし、自衛隊が地獄谷を包囲、俊介と不二雄も、小野寺博士とともに地獄谷にやってきた。小野寺博士は、13年前にゾリア人に遭遇していたことを告白し、ゾリア人との交渉を試みるが、ゾリア人の円盤は博士を攻撃して殺害したのち、いずこへともなく飛び去ってしまう。
それと同じころ、博子は、楢山から自分の正体がゾリア人であることを教えられ、衝撃を受けて街中をさまよっていた。そこへ、不二雄に化けたペルクが現れる。博子とペルクは、「ご本尊さま」と呼ばれる怪僧に拉致される。
ゾリア人は、ニセ金をばらまいて経済を混乱させ、それによって地球人を自滅させることをもくろんでいた。「ご本尊さま」は、自分の教団を拡大するため、ゾリア人の協力をとりつける。ゾリア人の円盤は、「ご本尊さま」の教団「黄金学会」の本山・墨念寺内に隠され、ゾリア人の作るニセ金貨は、黄金学会を通じて全世界にばらまかれることになった。
ゾリア人の円盤にとらわれていた博子は、ペルクから「テロストン」という薬品を入手し、ひそかに不二雄に手渡す。テロストンはニセ黄金を土のようにしてしまう劇薬で、ゾリア人自身にとっても猛毒として作用する。不二雄と俊介は、黄金学会による妨害工作をすり抜け、テロストンを鶴巻博士の研究所に持ち込む。
鶴巻博士によって大量生産に成功したテロストンは、俊介と不二雄によって飛行場に運ばれ、コマンダー機によって墨念寺に散布された。散布中、不二雄は、博子がまだ円盤内に残っていることを思い出してあわてるが、俊介は、「もうどうしようもない」と語る。
テロストン散布によってゾリア人の円盤は壊滅し、「ご本尊さま」は黄金のトランクを密封したかばんを持って逃げ出そうとするが、ならず者の海猫に襲われ殺害される。しかし、密封されていたはずのトランクは、すでに土くれと化していた。
博子とペルクは円盤を脱出し、章太の舟に助けを求めるが、テロストンに冒され溶けてしまう。後に残ったのは、楢山の作った博子の石膏像だった。

## 用語
ゾリア人
空飛ぶ円盤に乗って地球にやってきた異星人。不定形生物で、どんな姿にも変身することができる。ただし、骨組みなしで人間そっくりに化けることはできないので、人間に化ける際には骨組みとなる彫像を必要とする。
身体から黄金にそっくりの物質を分泌する。
黄金のトランク（カラップ）
黄金色に輝く、トランクによく似た物体。見た目は金にそっくりだが、未知の物質で作られており、地球人の科学技術では溶かすことも破壊することもできない。その正体はゾリア人の身体から分泌される物質で、貝殻のような硬組織である。ゾリア人の言葉では「カラップ」という。
ガータ
ゾリア人が身体を保護するのに使う布。
テロストン
液体の劇薬で、黄金のトランクを構成する物質を酸化してボロボロにしてしまう。ゾリア人が物質を加工するのに用いている薬品だが、ゾリア人自身にとっても、身体を溶かしてしまう猛毒として作用する。地球人の科学技術でも分析・合成することが可能であり、作中では鶴巻博士によって合成されている。
黄金学会
怪僧「ご本尊さま」を教祖とする仏教系の新宗教で、黄金を仏の化身として崇めるという教義を持つ。当初は「黄金教」と名乗っていたが、ゾリア人と手を組んで勢力を拡大し、「黄金学会」と名を改める。本山は墨念寺。

## 登場人物
鳳 俊介（おおとり しゅんすけ）
日本新聞社会部の記者。向こう見ずな熱血漢。のち、黄金学会が政財界に金をばらまいていることを紙上で書き立てたため、黄金学会からの圧力を受けて新聞社をクビになる。
手塚の小説「蟻人境」（1958 - 59年）に同名の私立探偵が登場する。
鳳 不二雄（おおとり ふじお）
俊介の弟。学生。兄同様の向こう見ずな熱血漢。
小野寺 博子（おのでら ひろこ）
小野寺博士の義理の娘。鳳兄弟とはいとこ同士で、不二雄の同級生。優しい性格。父親の奇妙な行動に疑問をいだいている。
その正体は13年前、探検のために地球を訪れたゾリア人。本物の博子は13年前に死んでおり、小野寺博士によって本物の博子の代わりとして育てられていた。顔立ちは、楢山が小野寺博士の依頼で、博子の成長した姿を想像して作ったものである。
連載当時は読者人気が高く、手塚は「お色気があって大好きだ」というファンレターを何通も受け取ったという。
小野寺（おのでら）博士
生物学者。小野寺研究所の所長。博子の義理の父親で、鳳兄弟の叔父。タカのような目つきの小男。黄金のトランクの出現を一連の事件が始まる前から予言するなど、不審な言動をとる。
ペルク
ゾリア人。俊介に化けて黄金のトランクを持ち歩き、各地でニセ金貨をばらまく。その後、不二雄に化けて小野寺邸から博子を連れ出す。同族である博子に好意を抱いている。
佐々（ささ）警部
地獄谷の怪人失踪事件を担当する警部。一連の事件を担当することになる。物語後半では捜査課長となっている。
鶴巻（つるまき）博士
化学者。黄金のトランクの調査を行い、それが黄金ではなく未知の物質で出来ていることをつきとめ、真珠のような生物由来の物質ではないかと推測する。また、ニセ金貨と黄金のトランクが同一の物質でできていることも突き止めた。のち、テロストンの分析と大量生産に取り組む。
楢山（ならやま）
彫刻家。俊介の友人。地獄谷にアトリエがある。
ゾリア人の円盤に監禁され、ゾリア人が地球人に化けるための彫像作りを行わされていたが、円盤を脱走し、錯乱状態で小野寺博士の旧宅に現れる。その後、病院に入れられたのち、再び脱走して小野寺研究所を訪れ、博子の正体をネタに小野寺博士を脅迫しようとするが、博士によって地下室に監禁される。博士の不在中に博子に発見され、博子に、自身の正体がゾリア人であることを教えた。その後の消息は不明。
章太（しょうた）
水上生活者。母親と二人暮らしの朴訥とした青年で、腕力が極めて強い。黄金のトランクをめぐる争いに何度も巻き込まれる。世間知らずで黄金の価値を知らないため、ペルクのばらまいたニセ金貨にも惑わされることがなかった。モデルは山下清。
チョビひげの男
本名はアレック・ギブス。黄金のトランクを執拗に狙う国際的ギャング。
海猫（うみねこ）
船員くずれのならず者。巨漢（身長180センチメートルの「ご本尊さま」よりもさらに大きい）。黄金のトランクを執拗に狙う。
八五郎（はちごろう）
通称「八さん」。貧しい石運び作業員で、八人の子持ち。偶然に黄金のトランクを手に入れ、ペルクにそそのかされて金貨をばらまく役割を果たす。モデルは、漫画家で手塚の親友の馬場のぼる。
ご本尊（ほんぞん）さま
「黄金教」の教祖。本名不明。身長180センチメートルあまりの怪僧。ゾリア人の円盤をかくまい、ニセ黄金を得て教勢を拡大し、教団名を「黄金学会」と改め、その「会長さま」となり、政財界に金をばらまいて暗躍する。
お豊（とよ）
「ご本尊さま」の側近。薄気味の悪い老婆。

## 連載時のエピソード
本作連載開始直後の1957年1月半ば頃、手塚は多数の連載を抱えたまま博多に出奔するという「九州大脱走事件」を引き起こしているが、そのきっかけとなったのが本作である。当時、手塚が抱えていた連載には、本作のほか、『鉄腕アトム』（光文社『少年』）、『火の鳥 ギリシャ編』（講談社『少女クラブ』）、『旋風Z』（同『少年クラブ』）、『チッポくんこんにちは』（同『たのしい三年生』）、『こけし探偵局』（同『なかよし』、4月号より新連載予定）、『ライオンブックス』（集英社『おもしろブック』付録）、『ピンクの天使』（同『少女ブック』）、『漫画天文学』（学習研究社『中二コース』）、『ぼくのそんごくう』（秋田書店『漫画王』）などがあった。
1957年1月半ば、手塚は、『鉄腕アトム』（『少年』4月号掲載分）執筆のため、『少年』誌の担当編集者（桑田裕）によって、京都の旅館でひそかにカンヅメにされていた。その居場所を講談社『少女クラブ』の担当編集者（新井善久）が突き止め、カンヅメを引き継ぐ。ところが手塚は、いったん宝塚の実家に戻ったのち、『西日本新聞』から『黄金のトランク』のことで博多に来るように言われている、と言い出して、カンヅメ先を博多の旅館に移してしまった。
『少女クラブ』編集部では社内他誌の編集部にも手塚の居場所を秘密にしていたが、隠しきれなくなったため、新井が社内他誌に居場所を教えると告げると、手塚は、それでは不公平だと言い出し、他社の担当編集者にも居場所を通知するとともに、九州漫画研究会同人だった松本晟（零士）・大野ゆたか（豊）・井上智・高井研一郎の4人に臨時のアシスタントを頼んだ。
なお、手塚が九州に足を運んだ理由について、『少女クラブ』の編集者であった丸山昭は、「大人マンガに進出したくてウズウズしていた先生は、大人雑誌や新聞からの注文は虎の子扱い、最優先でだいじにしてました」と説明している。

## 単行本
- 手塚治虫『黄金のトランク』 1巻、光文社〈手塚治虫漫画全集 4〉、1958年12月。
  - 手塚治虫『黄金のトランク』 2巻、光文社〈手塚治虫漫画全集 5〉、1958年12月。 - 完結していない[2]。
- 手塚治虫『黄金のトランク』講談社〈手塚治虫漫画全集 MT-58〉、1979年2月。ISBN 4-06-108658-8。
- 手塚治虫『黄金のトランク オリジナル完全版』手塚治虫ファンクラブ京都〈復刻シリーズ 11〉、1984年5月。
- 手塚治虫『オズマ隊長』 3巻、講談社〈手塚治虫文庫全集 BT-180〉、2012年。ISBN 978-4-06-373880-3。